# Уари, Малек
Малек Уари (фр. Malek Ouary; 27 января 1916, Игиль-Али (ныне вилайет Беджая, Алжир) — 21 декабря 2001, Аржелес-Газост, Верхние Пиренеи, Франция) — алжирский писатель

, переводчик, фольклорист.

## Биография
Родился в семье, говорящей на берберском языке. Окончил среднюю школу, затем получил высшее образование по литературе и философии во французском учебном заведении по системе колониального периода, который исключал другие языки, в том числе родной ему кабильский.
Учительствовал. После Второй мировой войны работал журналистом на алжирском радио, был секретарём редакционной коллегии.
Во время Войны за независимость Алжира переехал во Францию. С 1959 года до выхода на пенсию работал в Управлении Французской телевещательной корпорации (ORTF) в Париже.
Посвятил себя делу сохранения культуры кабильских берберов, собирал фольклор, записывал их стихи, легенды, сказки и песни, кабильские ритуалы и др. Публиковал статьи и очерки об образе жизни кабилов в различных журналах, таких как «Ici Alger», «Algeria» и др.
Писал на французском языке. Автор ряда романов.
Собрал и перевёл на французский язык созданные его соотечественниками на чужбине «Песни изгнания» (1946), народные лирические и обрядовые песни («Заврара, или Песни урожая олив», 1949), предания и сказки («Злые духи», 1950).
В 1972 году опубликовал сборник «Поэзия и песни Кабилии». Нищета колониального Алжира запечатлена в его очерковой книге «Дороги эмиграции» (1955). Роман М. Уари о правах кабильской общины начала XIX века «Зёрнышко в жерновах» (1956) способствовал формированию реалистического направления в алжирской литературе.

## Избранная библиография
- Par les chemins d’émigration, Reportage précédé du Collier d’épreuves (traduit du kabyle), (1955)
- Le grain dans la meule, éd. Bouchène (1956)
- Le mouton de la fête (conte), (1963)
- Anthologie des écrivains maghrébins d’expression françalse, (1964)
- Poèmes et chants de Kabylie, (1972)
- La montagne aux chacals, (1981)
- La robe kabyle de Baya, (2000)